# カステッルッチョ・スペリオーレ
カステッルッチョ・スペリオーレ（イタリア語: Castelluccio Superiore）は、イタリア共和国バジリカータ州ポテンツァ県にある、人口約800人の基礎自治体（コムーネ）。

## 地理

### 位置・広がり

#### 隣接コムーネ
隣接するコムーネは以下の通り。括弧内のCSはコゼンツァ県所属を示す。
- カステッルッチョ・インフェリオーレ
- ライーノ・ボルゴ (CS)
- ラトローニコ
- ラウリーア